# Condado de Adair (Kentucky)
O Condado de Adair é um dos 120 condados do estado americano de Kentucky. A sede do condado é Columbia, e sua maior cidade é Columbia. O condado possui uma área de 1 068 km² (dos quais 14 km² estão cobertos por água), uma população de 17 244 habitantes, e uma densidade populacional de 16 hab/km² (segundo o censo nacional de 2000). O condado foi fundado em 1801.